# 代々木上原
代々木上原（よよぎ うえはら）は、東京都渋谷区の西部にある一地区である。
現在の地名でいうと、概ね上原一丁目～三丁目の他に､元代々木町、西原一丁目～三丁目、大山町の一部を含めた一帯を指す。歴史的には旧代々木村に所属し、その中央部から西部にかけての地域である。
代々木上原地区に含まれる渋谷区の町である上原については上原 (渋谷区)の項を参照。

## 概要
地形は、東西方向に延びる谷の両側を台地が挟む形で、東側に下る傾向が見られる。北に幡ヶ谷、西に世田谷区北沢、南に目黒区駒場と接する。これらとは台地上で隣り合い、低地との間には崖状の地形が見られ、小田急小田原線の車窓からも見える。
同線と東京メトロ千代田線が発着する代々木上原駅のやや東方の、南側に登る斜面に沿って近隣商業地や東京最古のモスク「東京ジャーミイ」、日本音楽著作権協会本部などが所在する。周辺は都内有数の高級住宅地で、路地裏などに個性的な飲食・物販店が点在する。これは関東大震災（1923年）で被災した富裕層が転入してきたという歴史的経緯と、渋谷などに出やすく、代々木公園や駒場公園といった緑地に恵まれている立地が背景にある。
鉄道の駅は、上記の代々木上原駅が設置されているほか、東に代々木八幡駅、北に幡ヶ谷駅、西に東北沢駅（かつては貨物駅設備が上原に含まれていた）が近接している。
幹線道路は、井ノ頭通りが東西に通り、北に甲州街道、南に補助54号線に接する。

## 歴史
鎌倉時代初期の1212年、代々木村の鎮守である「代々木八幡宮」が現在の元代々木と西原の間あたりに創建される。かつては初台、元代々木、西原周辺の低地は宇陀野（うだの）と呼ばれた（そこから流れる川は宇田川と命名され、下流で渋谷川と合流する手前の地域名が現在の渋谷区宇田川町）。戦国時代に太田道灌が現在の代々木八幡宮の場所に砦を作る。1671年（寛文11年）に代々木八幡宮が現在の場所に移る。
元々は東京府（武蔵国）豊嶋郡代々木村の一部であり、北に接する幡ヶ谷村との合併（代々木上原町）、豊多摩郡、東京市、渋谷区への編入等を経て現在の形となった。
江戸時代から狼谷（「大上谷」の意、現在の西原二丁目から大山町にかけての谷で、宇田川の水源）に荼毘所が出来、現在の代々幡斎場に至る。1927年（昭和2年）の小田急小田原線開通・代々幡上原駅設置（詳細は代々木上原駅参照）までは人里少ない地域であった。なお、代々幡上原駅設置当時、代々木村と幡ヶ谷村の合併により代々幡町に属していた。
また、井ノ頭通り沿いの大山町にはイスラム教のモスク「東京ジャーミイ」がある。ロシア革命で郷里を追われたトルコ人が満州経由で東京に移り住み、そのトルコ人のための宗教・教育施設として、1938年（昭和13年）に作られた「東京回教学院」がその元である。なお、地元では「フイフイ教」といわれる。
1977年（昭和52年）、翌年の地下鉄千代田線乗り入れに伴い、代々木上原駅がやや西寄りに移転した。しかし、その後も商店街の中心は移転前の駅跡に近い。
河合塾は、関東進出に際して上原三丁目に「駒場校」を設置している（2008年閉校）。